# Ronald Turnbull
Ronald Turnbull (* 29. Mai 1914 in Edinburgh; † 2. März 2004 in Pencaitland, East Lothian) war ein britischer Nachrichtenagent.

## Leben und Tätigkeit
Turnbull war das zweite von vier Kindern des Bruce Turnbull, einem Offizier bei der britischen Armee in Indien, und seiner Frau Jessie. 
Er besuchte die Cargilfield School in Cramond und dann die Fettes School. Ab 1935 studierte er am Gonville and Caius College der Universität Cambridge. Zeitweise verbrachte er sein Studium auch an der Universität Kopenhagen.
Nach dem Ende seiner Studien bewarb Turnbull sich als Kandidat der Liberal Party im Wahlkreis Bethnel Green um einen Sitz im britischen Parlament. Anschließend war er als Journalist beim  Evening Standard angestellt. Zeitweise arbeitete er auch für die BBC, bevor er 1939 vom britischen Geheimdienst rekrutiert wurde. Aufgrund seiner Sprachkenntnisse wurde er im Oktober 1939 der britischen Gesandtschaft in Kopenhagen als Vertreter des Geheimdienstes zugeteilt, nach außen hin in der Funktion eines Presseattachés.
Nach der deutschen Besetzung Dänemarks reiste Turnbull in einem versiegelten Zug durch Deutschland nach Belgien, von wo er nach London zurückkehrte. Dort trat er im Juli 1940 in die neu gegründete Special Operations Executive (SOE), den Nachrichtendienst für Spezialeinsätze.
1941 wurde Turnbull als Vertreter des SOE nach Stockholm entsandt. Von dort aus fungierte er als Verbindungsmann des SOE zur dänischen Widerstandsbewegung gegen die deutsche Besatzung, um ihre Informationsbeschaffungsmaßnahmen zu unterstützen und den Widerstand im Einzelnen zu organisieren. Er erreichte Schweden – das 900 Meilen von Großbritannien entfernt liegt – mit einem Umweg von 11.000 Meilen, indem er von Großbritannien nach Kapstadt in Südafrika und von dort über Kairo (Ägypten), Palästina, Istanbul (Türkei), Odessa und Moskau (Sowjetunion) sowie Finnland in das skandinavische Land einreiste. In den folgenden Jahren organisierte er das Einsickern von in Großbritannien ausgebildeten Angehörigen des dänischen Widerstandes in ihr Heimatland, in der Regel durch Abwürfe als Fallschirmspringer, die dort Informationen über die Besatzung zu sammeln und Sabotageakte durchzuführen hatten. Zu Turnbulls Hauptaktivitäten in dieser Zeit gehörten die Organisation der Flucht des dänischen Physikers Niels Bohr aus Kopenhagen über die Ostsee nach Schweden, kurz bevor er von der deutschen Geheimpolizei nach Deutschland verschleppt werden sollte, um sein Wissen den deutschen Kriegsanstrengungen dienstbar zu machen; sowie die Beschaffung von Plänen für das deutsche Raketensystem V1, das teilweise in Dänemark getestet wurde. Die Pläne konnte er mehrere Monate vor dem Beginn der V1-Angriffe auf Großbritannien nach London weiterleiten.
Von den nationalsozialistischen Polizeiorganen wurde Turnbull bereits 1940 als wichtige Zielperson eingestuft: Im Frühjahr 1940 setzte das Reichssicherheitshauptamt in Berlin ihn auf die Sonderfahndungsliste G.B., ein Verzeichnis von Personen, die im Falle einer erfolgreichen deutschen Invasion Großbritanniens durch die Sonderkommandos der SS-Einsatzgruppen mit besonderer Priorität ausfindig gemacht und verhaftet werden sollten.
Nach dem Krieg ging Turnbull nach Brasilien, wo er im Werbegeschäft tätig war.

## Familie
Am 20. Mai 1940 heiratete Turnbull Maria Thereza do Rio Branco, eine Tochter des brasilianischen Botschafters in Dänemark. Aus der Ehe gingen zwei Kinder, ein Sohn und eine Tochter, hervor. Turnbulls Frau starb 1945 bei einem Autounfall. In zweiter Ehe heiratete er im Dezember 1946 Maria Helena Arantes Negro († 1982), mit der er zwei weitere Söhne und drei Töchter hatte. Hinzu kamen zwei weitere Söhne aus einer anderen Beziehung.